# Ключ 53
Ключ 53 (трад. и упр. 广), означающий «усеянный утес», является 1 из 34 радикалов Канси (всего 214 радикалов), состоящих из трёх штрихов.
В словаре Канси всего 15 символов (из 49 030), которые можно найти c этим радикалом.

## История
Древняя идеограмма изображала скалу с деревом.
Современный иероглиф употребляется в значениях «навес, скат крыши».
Иероглиф является сильным ключевым знаком.

Вид в Цзиньвэнь
Вид в большой печати Чжуаньшу
Вид в малой печати Чжуаньшу

В словарях находится под номером 53.

## Значение
1. Скала, утес.
2. Навес.
3. Скат крыши.
4. Дом, построенный на скале.
5. Относится к хижине.

## Варианты прочтения
- кит. 广, пиньинь yǎn, янь.
- яп. げん, gen, ген.
- кор. 집 jip, тип?, 엄 eom, ом?.

## Примеры иероглифов
| Доп. штрихи | Иероглифы                                                   |
| ----------- | ----------------------------------------------------------- |
| 0           | 广                                                          |
| 2           | 庀 庁 庂 広                                                 |
| 3           | 庄 庅 庆 𢇡 𢇢 㡯 㡰 㡱                                     |
| 4           | 床 庋 庌 庍 庎 序 庇 庈 庉 庐 庑 庒 庘 𢇱 㡲 㡳             |
| 5           | 庚 庛 府 庝 庞 废 底 庖 店 庙 㡺 㡻 㡴 㡵 㡶 㡷 㡸 㡹       |
| 6           | 㡼 庠 庡 庢 庣 庤 庥 度 㡼 㡽 㡾 㡿 㢀 㢁 㢂 𢈈 𢈖 𢈘 度    |
| 7           | 座 庨 庩 庪 庫 庬 庭 庮 庯 㢃 㢄 㢅 㢆 㢇 𢈱                |
| 8           | 庰 庳 庶 庰 庱 庲 庳 庴 庵 庶 康 庸 庹 庺 庻 㢊 㢋 㢌 㢈 㢉 |
| 9           | 廊 廄 庽 庾 庿 廀 廁 廂 廃 㢍 㢎 㢏 𢉽 𢉾 㢐                |
| 10          | 廅 廆 廇 廈 廉 廋 廌 䧹 𢉼 𢊍 㢑 𢊑                         |
| 11          | 廍 廎 廏 廐 廑 廒 廓 廔 廕 廖 廗 廘 𢊫 㢒 㢓 㢔 㢕 廒       |
| 12          | 廙 廚 廛 廜 廝 廞 廟 廠 廡 廢 廣 廤 㢖 㢗 㢘                |
| 13          | 廥 廦 廧 廨 廩 廪 㢚 㢛 㢜 㢙                               |
| 14          | 𢋠                                                          |
| 15          | 廫 𢋬                                                       |
| 16          | 廬 廭 龐 𢋴 㢝 廬                                           |
| 17          | 廮 廯 廰 㢞                                                 |
| 18          | 廱                                                          |
| 19          | 廲 𢌊 𢌌                                                    |
| 20          | 𢌎                                                          |
| 22          | 廳                                                          |

- Примечание: Ваш браузер может отображать иероглифы неправильно.